# Новак, Габи
Габриела Новак (хорв. Gabrijela Novak), более известная так Габи Новак (хорв. Gabi Novak; 8 июля 1936, Берлин — 11 августа 2025, Загреб) — хорватская поп- и джаз-певица, одна из самых известных исполнительниц в Хорватии с 1960-х годов. Обладательница нескольких музыкальных наград, включая премию «Порин» за вклад в музыкальное искусство.

## Биография
Габи Новак родилась 8 июля 1936 года в Берлине в семье хорвата Джуро Новака с острова Хвар и немки Элизабет Райман из Берлина. После Второй мировой войны семья переехала на Хвар, а затем в Загреб. Там она окончила Школу прикладного искусства по специальности «графика» и некоторое время работала иллюстратором на студии Zagreb Film.
Карьера певицы началась в конце 1950-х годов. Её первый сингл «Vreme za twist» вышел в 1959 году. В 1960-х годах она стала одной из самых популярных исполнительниц в Югославии, исполняя поп, шансон и джаз. В 2009 году она выпустила джазовый альбом «In Concert: Jazzarella ZKM 2009», спродюсированный её сыном Матией Дедичем.
Габи была дважды замужем. Первым её супругом был композитор Стипица Калогьера, с которым она развелась в 1970 году. В 1973 году она вышла замуж за певца и композитора Арсена Дедича, с которым прожила до его смерти в 2015 году. Их сын, Матия Дедич, был известным джазовым пианистом, он скончался в июне 2025 года.
Умерла 11 августа 2025 года в доме престарелых вскоре после выздоровления от пневмонии.

## Дискография
- 1961: Peva Gabi Novak
- 1970: Gabi
- 1971: Gabi
- 1974: Samo žena
- 1977: Gabi 77
- 1978: Najveći uspjesi
- 1980: Gabi & Arsen
- 1982: Gabi
- 1985: Nada
- 1988: Hrabri ljudi (с Арсеном Дедићем)
- 1993: Retrospektiva
- 1997: Adrese moje mladosti
- 2002: Pjesma je moj život
- 2003: Pjeva Gabi Novak (переиздание)
- 2006: Zlatna kolekcija
- 2009: In Concert: Jazzarella ZKM 2009

## Награды
- Орден Хорватской звезды с ликом Марка Марулича (11 ноября 1996 года)[3]

Габи Новак получила несколько музыкальных наград «Порин»:
- 2002: Лучшая джазовая композиция
- 2003: Альбом года, Лучшая женская вокальная интерпретация, Лучший поп-альбом
- 2006: Премия за жизненные достижения